# Therevidae
Famille
Les Therevidae sont une famille d'insectes diptères prédateurs d'autres insectes, et communément appelées « mouches stiletto ».
Ils ressemblent aux espèces de la famille des Asilidae, mais sans sillon entre les deux gros yeux à facettes.

## Liste des sous-familles
Selon ITIS (25 juin 2013) :
- sous-famille Phycinae
- sous-famille Therevinae

## Biologie
« Les Therevidae sont des mouches carnivores et prédatrices, vivant sur les feuillages, sables et pierres exposées au soleil. les larves se tiennent dans la terre des bois et des forêts ».

## Liste des genres
Selon Catalogue of Life (1 mars 2013) :
- Acantothereva
- Acathrito
- Acatopygia
- Acraspisa
- Acraspisoides
- Acrosathe
- Actenomeros
- Actorthia
- Acupalpa
- Agapophytus
- Ammonaios
- Ammothereva
- Amplisegmentum
- Anabarhynchus
- Anolinga
- Apenniverpa
- Araeopus
- Arenigena
- Argolepida
- Aristothereva
- Ataenogera
- Baryphora
- Belonalys
- Bibio
- Bonjeania
- Brachylinga
- Braunsophila
- Breviperna
- Bugulaverpa
- Caenophthalmus
- Ceratosathe
- Chromolepida
- Chrysanthemyia
- Cionophora
- Cliorismia
- Cochlodactyla
- Coleiana
- Cyclotelus
- Delphacura
- Dialineura
- Dichoglena
- Distostylus
- Ectinorhynchus
- Efflatouniella
- Elcaribe
- Entesia
- Euphycus
- Eupsilocephala
- Hemigephyra
- Henicomyia
- Hermannula
- Hoplosathe
- Iberotelus
- Insulatitan
- Irwiniella
- Johnmannia
- Laxotela
- Lindneria
- Litolinga
- Lyneborgia
- Lysilinga
- Manestella
- Megalinga
- Megapalla
- Megathereva
- Melanacrosathe
- Melanothereva
- Microgephyra
- Microthereva
- Nanexila
- Nebritus
- Neodialineura
- Neophycus
- Neotabuda
- Neotherevella
- Nesonana
- Nigranitida
- Notiothereva
- Orthactia
- Ozodiceromya
- Pachyrrhiza
- Pallicephala
- Pandivirilia
- Parapherocera
- Parapsilocephala
- Patanothrix
- Penniverpa
- Pentheria
- Peralia
- Pherocera
- Phycus
- Pipinnipons
- Procyclotelus
- Protothereva
- Pseudothereva
- Psilocephala
- Ptilotophallos
- Rhagioforma
- Ruppellia
- Salentia
- Schlingeria
- Schoutedenomyia
- Spinalobus
- Spiracolis
- Spiriverpa
- Squamopygia
- Stenogephyra
- Stenopomyia
- Stenosathe
- Tabuda
- Tabudamima
- Taenogera
- Taenogerella
- Thereva
- Vomerina
- Winthemmyia
- Xestomyza
- Xestomyzina

### Publication originale
- [Nicolas Théobald 1937] Nicolas Théobald, « Les insectes fossiles des terrains oligocènes de France 473 p., 17 fig., 7 cartes,13 tables, 29 planches hors texte », Bulletin Mensuel de la Société des Sciences de Nancy et Mémoires de la Société des sciences de Nancy, Imprimerie G. Thomas,‎ 1937, p. 1-473 (ISSN 1155-1119 et 2263-6439, OCLC 786027547). .